# Ooencyrtus tumidiclava
Ooencyrtus tumidiclava is een vliesvleugelig insect uit de familie Encyrtidae. De wetenschappelijke naam is voor het eerst geldig gepubliceerd in 2007 door Hayat & Khan.